# Barua Sagar
Barua Sagar là một thành phố và là nơi đặt ban đô thị (municipal board) của quận Jhansi thuộc bang Uttar Pradesh, Ấn Độ.

## Nhân khẩu
Theo điều tra dân số năm 2001 của Ấn Độ, Barua Sagar có dân số 22.075 người. Phái nam chiếm 53% tổng số dân và phái nữ chiếm 47%. Barua Sagar có tỷ lệ 54% biết đọc biết viết, thấp hơn tỷ lệ trung bình toàn quốc là 59,5%: tỷ lệ cho phái nam là 65%, và tỷ lệ cho phái nữ là 42%. Tại Barua Sagar, 16% dân số nhỏ hơn 6 tuổi.